# Asignación de memoria
La asignación de memoria consiste en el proceso de asignar memoria para propósitos específicos, ya sea en tiempo de compilación o de ejecución.
Si es en tiempo de compilación es estática, si es en tiempo de ejecución es dinámica y si son variables locales a un grupo de sentencias se denomina automática.

## Asignación estática de memoria
La asignación estática de memoria consiste en el proceso de asignar memoria en tiempo de compilación antes de que el programa asociado sea ejecutado, a diferencia de la asignación dinámica o la automática donde la memoria se asigna a medida que se necesita en tiempo de ejecución.
Una aplicación de esta técnica conlleva que un módulo de programa (por ejemplo función o subrutina) declara datos estáticos de forma local, de forma que estos datos son inaccesibles desde otros módulos a menos que se les pasen referenciados como parámetros o que les sean devueltos por la función. Se mantiene una copia simple de los datos estáticos, accesible a través de llamadas a la función en la cual han sido declarados.
El uso de variables estáticas dentro de una clase en la programación orientada a objetos permite que una copia individual de tales datos se comparta entre todos los objetos de esa clase.
Las constantes conocidas en tiempo de compilación, como literales de tipo cadena, se asignan normalmente de forma estática. En programación orientada a objetos, el método usual para las tablas de clases también es la asignación estática de memoria.

## Asignación automática de memoria
Las variables automáticas son variables locales a un bloque de sentencias (subrutina, función o procedimiento). Pueden ser asignadas automáticamente en la pila de datos cuando se entra en el bloque de código. Cuando se sale del bloque, las variables son automáticamente desasignadas.

Las variables automáticas tendrán un valor sin definir cuando son declaradas, por tanto es buena práctica de programación inicializarlas con un valor válido antes de usarlas.

## Asignación dinámica de memoria
En ciencia de la computación, asignación dinámica de la memoria es la asignación de almacenamiento de memoria para utilización por parte de un programa de computador durante el tiempo de ejecución de ese programa. Es una manera de distribuir la propiedad de recursos de memoria limitada entre muchas piezas de código y datos. Un objeto asignado dinámicamente permanece asignado hasta que es desasignado explícitamente, o por el programador o por un recolector de basura; esto es notablemente diferente de la asignación automática de memoria y de la asignación estática de memoria (la de las variables estáticas). Se dice que tal objeto tiene tiempo de vida dinámico.

## Soluciones para los problemas de asignación
La tarea de satisfacer una petición de asignación, la cual conlleva encontrar un bloque de memoria sin usar de cierto tamaño en el heap, es un problema complicado. Se han propuesto una amplia variedad de soluciones, incluyendo listas de bloques libres, Paginación, y Asignación buddy de memoria.
El problema principal para la mayoría de algoritmos de asignación de memoria dinámica es evitar la fragmentación interna y externa mientras se mantiene la eficiencia del algoritmo. También, la mayoría de algoritmos en uso tienen el problema de que un número grande de pequeñas asignaciones pueden causar el desaprovechamiento del espacio debido a la recolección de metadatos; así la mayoría de los programadores intentan evitar esto, a veces usando una estrategia llamada chunking.

### Asignación de bloques de tamaño fijo
Una solución es tener una lista enlazada LIFO de bloques de memoria de tamaño fijo. Esto funciona bien para sistemas empotrados simples.

### Algoritmo Buddy
Otra solución es tener un asignador buddy de bloques binarios. En este sistema, la memoria se asigna desde un gran bloque de memoria que es tamaño potencia de dos. Si el bloque es más del doble de grande de lo necesario, se parte en dos. Se selecciona una de las dos mitades, y el proceso se repite (comprobando el tamaño otra vez y partiendo si se necesita) hasta que el bloque sea justamente el necesitado.
Todos los segmentos de memoria de un tamaño particular son guardados en una lista enlazada ordenada o una estructura de datos en árbol. Cuando se libera un bloque, se compara con su buddy(vecino). Si los dos están libres, son combinados y colocados en la lista de bloques buddy de siguiente mayor tamaño. (Cuando un bloque es asignado, el asignador empezará con el bloque grande suficientemente pequeño para evitar romper bloques innecesariamente).
Nótese que los asignadores buddy de bloques no son únicamente para los Sistemas Operativos de Tiempo-Real (RTOS); ellos también son usados en sistemas operativos de propósito general (tales como Microsoft Windows y Linux).

### Asignación de memoria basada en Heap
En la asignación de memoria basada en heap, la memoria es asignada desde un gran área común de memoria libre (sin usar) llamada heap (también llamada almacén de libres o 'memoria del montón'). "El heap" no tiene nada que ver con la estructura de datos Heap (o Montículo).  El tamaño de la asignación de memoria puede ser determinado en tiempo de ejecución, y el tiempo de vida de la asignación no es dependiente del procedimiento actual o del marco de pila. La región de memoria asignada es accedida indirectamente, normalmente por medio de una referencia. El algoritmo preciso usado para organizar el área de memoria y asignar y desasignar los trozos está oculto detrás de una interfaz abstracta y puede usar cualquiera de los métodos descritos antes.
En contraste, la memoria de la pila de llamadas es normalmente de tamaño limitado y el tiempo de vida de la asignación depende de la duración de las funciones correspondientes.